# Mecometopus aesopus
Mecometopus aesopus là một loài bọ cánh cứng trong họ Cerambycidae.